# عشق اول (مجموعه تلویزیونی ۱۹۹۶)
عشق اول (انگلیسی: First Love; کره‌ای: 첫사랑) یک مجموعهٔ تلویزیونی کره جنوبی سال ۱۹۹۶ با بازی به یونگ-جون، چوی سو جونگ و لی سونگ-یون است. این مجموعه از ۷ سپتامبر ۱۹۹۶ تا ۲۰ آوریل ۱۹۹۷، روزهای شنبه و یکشنبه ساعت ۱۹:۵۵ (کی‌اس‌تی) از کی‌بی‌اس۲ برای ۶۶ قسمت پخش شد. میانگین آمار بینندگان این مجموعه ۵۲٫۶٪ است. عشق اول در تلویزیون مرکزی چین در سال ۱۹۹۷ پخش شد و به موفقیت تجاری دست یافت و به‌طور گسترده‌ای به عنوان آغازگر موج کره‌ای در نظر گرفته می‌شود.